# Élections parlementaires brésiliennes de 1986
Les élections parlementaires brésiliennes de 1986 ont lieu le 15 novembre 1986 afin de renouveler les 487 sièges de la Chambre des députés ainsi que les 49 sièges du Sénat composant le Congrès national du Brésil.
Pour la première fois dans l'histoire, le District fédéral a élu sa représentation politique. Les élus constituent la 48e législature (1987-1991) et étaient responsables de la rédaction de la Constitution de 1988 en Assemblée nationale constituante.
Grâce à la politique menée par le président José Sarney, notamment l'élaboration du Plan Cruzado, les élections parlementaires sont un immense succès pour le PMDB, puisque le parti obtient la majorité absolue. C'est la première fois dans l'histoire qu'un parti obtient la majorité absolue, enlevant la nécessité de construire une coalition.

## Contexte
En janvier 1985, Tancredo Neves est élu président de la République. Quelque mois plus tard, dans la semaine de l'investiture présidentielle, prévue le 15 mars, le président élu contracte une maladie inflammatoire accompagnée de douleurs abdominales, qui se révèle être une appendicite. En réaction, le président Tancredo Neves exclut toute hospitalisation ou intervention chirurgicale jusqu'à son investiture. Dans la nuit du 14 mars, l'aggravation de son état clinique nécessite une intervention chirurgicale urgente.
Face à cette situation, deux courants se forment sur le cadre politique et institutionnel : l'un souhaitait que la présidence soit assumée par Ulysses Guimarães, alors président de la Chambre des députés, tandis qu'un autre groupe défend la solution constitutionnelle, qui était l'investiture du vice-président, conformément à l'article 76 de la Constitution. José Sarney a pris ses fonctions de vice-président, assumant par intérim la présidence le 15 mars 1985.
Avec la mort du président Tancredo Neves le 21 avril 1985, Sarney assume ses fonctions de Président. José Sarney poursuit l'objectif initial de Neves, la redémocratisation du régime avec la reconnaissance des partis politiques, la liberté de la presse, la liberté d'expression, liberté syndicale et la liberté de manifestation. Le président convoque également des élections, pour constituer une Assemblée constituante, les élections de novembre 1986.

## Système électoral
Le Congrès national du Brésil est un parlement bicaméral. Sa chambre basse, la Chambre des députés, est dotée de 487 députés élus pour quatre ans au scrutin proportionnel plurinominal de listes. Le pays est découpé en 27 circonscriptions plurinominales correspondants aux 26 États plus le District fédéral de la capitale Brasilia et dotées de 8 à 70 sièges en fonction de leur population. Les électeurs ont la possibilité d’effectuer un vote préférentiel en faveur d'un candidat de la liste pour laquelle ils votent, afin de faire remonter sa position dans la liste établie par le parti.
Après décompte des suffrages dans les circonscriptions, les sièges sont répartis sans seuil électoral, sur la base du quotient simple et de la méthode dite de la plus forte moyenne, qui avantage les gros partis. Les sièges remportés par chaque liste sont ensuite attribués aux candidats ayant recueilli le plus grand nombre de suffrages préférentiels en leur sein.
La chambre haute, le Sénat fédéral, est quant à elle dotée de 49 sénateurs élus pour huit ans mais renouvelés en deux fois, les sénatoriales alternant tous les quatre ans un renouvellement d'un tiers ou des deux tiers du sénat.
Les sièges sont à pourvoir au scrutin majoritaire binominal dans vingt sept circonscriptions de un ou deux sièges chacune correspondants aux 26 États plus le District fédéral de la capitale Brasilia. Lors des renouvellement par tiers, le vote a lieu dans chaque circonscription au scrutin uninominal majoritaire à un tour. Lorsque le renouvellement s'effectue pour les deux tiers, cependant, c'est un binôme de candidats qui est élu dans chacune d'elles au scrutin majoritaire plurinominal, les électeurs étant dotés de deux voix qu'ils peuvent répartir sur les candidats de leur choix.

## Résultats

### Chambre des députés
|        |                                               |                                               |            |       |       |        |     |  |  |
| Partis | Partis                                        | Partis                                        | Votes      | %     | +/-   | Sièges | +/- |  |  |
|        | Parti du mouvement démocratique brésen (PMDB) | Parti du mouvement démocratique brésen (PMDB) | 22 633 805 | 47,84 | 4,88  | 260    | 60  |  |  |
|        | Parti du front libéral (PFL)                  | Parti du front libéral (PFL)                  | 8 374 709  | 17,70 | 17,7  | 118    | 118 |  |  |
|        | Parti démocratique social (PDS)               | Parti démocratique social (PDS)               | 3 731 735  | 7,89  | 35,33 | 33     | 202 |  |  |
|        | Parti des travailleurs (PT)                   | Parti des travailleurs (PT)                   | 3 253 999  | 6,88  | 3,33  | 16     | 8   |  |  |
|        | Parti démocratique travailliste (PDT)         | Parti démocratique travailliste (PDT)         | 3 075 429  | 6,50  | 0,68  | 24     | 1   |  |  |
|        | Parti travailliste brésilien (PTB)            | Parti travailliste brésilien (PTB)            | 2 110 467  | 4,46  | 0,01  | 17     | 4   |  |  |
|        | Parti libéral (PL)                            | Parti libéral (PL)                            | 1 335 139  | 2,82  | 2,82  | 6      | 6   |  |  |
|        | Parti démocrate chrétien (PDC)                | Parti démocrate chrétien (PDC)                | 565 021    | 1,19  | 1,19  | 5      | 5   |  |  |
|        | Parti socialiste brésilien (PSB)              | Parti socialiste brésilien (PSB)              | 450 948    | 0,95  | 1,95  | 1      | 1   |  |  |
|        | Parti communiste brésilien (PCB)              | Parti communiste brésilien (PCB)              | 427 618    | 0,90  | 0,9   | 3      | 3   |  |  |
|        | Parti communiste du Brésil (PCdoB)            | Parti communiste du Brésil (PCdoB)            | 297 237    | 0,63  | 0,63  | 3      | 3   |  |  |
|        | Parti social-chrétien (PSC)                   | Parti social-chrétien (PSC)                   | 207 903    | 0,44  | 0,44  | 1      | 1   |  |  |

### Sénat
|        |                                               |                                               |        |               |  |  |  |  |  |
| Partis | Partis                                        | Partis                                        | Sièges | +/-           |  |  |  |  |  |
|        | Parti du mouvement démocratique brésen (PMDB) | Parti du mouvement démocratique brésen (PMDB) | 38     | 29            |  |  |  |  |  |
|        | Parti du front libéral (PFL)                  | Parti du front libéral (PFL)                  | 7      | 7             |  |  |  |  |  |
|        | Parti démocratique social (PDS)               | Parti démocratique social (PDS)               | 33     | 13            |  |  |  |  |  |
|        | Parti démocratique travailliste (PDT)         | Parti démocratique travailliste (PDT)         | 1      | en stagnation |  |  |  |  |  |
|        | Parti municipaliste brésilien (PMB)           | Parti municipaliste brésilien (PMB)           | 1      | 1             |  |  |  |  |  |